# NK Osijek II 2020./21.
U sezoni 2020./21. NK Osijek II natjecao se u Drugoj HNL. Bila je to peta natjecateljska sezona za drugu momčad NK Osijek i treća u Drugoj HNL.

## Natjecanja
| natjecanje       | početak sudjelovanja | konačan uspjeh | prva utakmica      | posljednja utakmica |
| ---------------- | -------------------- | -------------- | ------------------ | ------------------- |
| 2. HNL 2020./21. | prvo kolo            | 14. mjesto     | 16. kolovoza 2020. | 29. svibnja 2021.   |

## Utakmice

### Druga HNL
| 1. 16. kolovoza 2020. | Osijek II  | 0 : 0    | Orijent 1919           | Osijek |  |
| 19:00                 | Magdić 89' | Izvješće | 21' Smolčić 56' Maloku | Igralište: Stadion Gradski vrt Gledatelja: 0 Sudac: Ante Čulina Pomoćni suci: Mile Varivoda Pomoćni suci: Dario Kolarević Četvrti sudac: Igor Marić |  |

| 2. 21. kolovoza 2020. | Hrvatski dragovoljac                        | 2 : 1    | Osijek II                             | Zagreb |  |
| 16:00                 | Glibo 56' Majstorović 76' (11 m) Horvat 90' | Izvješće | 19' Kuprešak 26' Mišković 74' Barešić | Igralište: Stadion NŠC Stjepan Spajić Gledatelja: 0 Sudac: Igor Marić Pomoćni suci: Emir Trklja Pomoćni suci: Tomislav Mioković Četvrti sudac: Vlatko Mlinarić |  |

| 3. 23. rujna 2020. | Osijek II              | 0 : 1    | Croatia                                 | Belišće |  |
| 16:30              | Almeida 72' Ljubić 74' | Izvješće | 15' Šalinović 29' 51' Begić 45+2' Buble | Igralište: Gradski stadion Belišće Gledatelja: 120 Sudac: Tino Krečak Pomoćni suci: Dražen Pejić Pomoćni suci: Mario Lončar Četvrti sudac: Nenad Vargović |  |

| 4. 13. rujna 2020. | Osijek II                                           | 2 : 0    | Junak                             | Osijek |  |
| 16:30              | Gačić 41' (11 m) Almeida 45+2' Benić 47' Ljubić 90' | Izvješće | 54' Fuštin 56' Vuković 78' Vardić | Igralište: Stadion Gradski vrt Gledatelja: 0 Sudac: Ante Bundović Pomoćni suci: Ivan Starčević Pomoćni suci: Matej Mađerić Četvrti sudac: Marko Dergez |  |

| 5. 16. rujna 2020. | Dugopolje                                                           | 0 : 1    | Osijek II                                                  | Dugopolje |  |
| 16:30              | Jukić 19' Balić 36' Karabatić 54' Rodić 83' Silić 90+4' Čorić 90+4' | Izvješće | 53' Pavičić 59' Benić 61' Latković 79' Almeida 90+3' Babin | Igralište: Stadion Hrvatski vitezovi Gledatelja: 0 Sudac: Mateo Čalić Pomoćni suci: Marko Balen Pomoćni suci: Hrvoje Mađarić Četvrti sudac: Vedran Jelenčić |  |

| 6. 20. rujna 2020. | Osijek II                                                         | 6 : 0    | Međimurje              | Osijek |  |
| 16:30              | Sekulić 14' 59' Todorov 20' 23' Beljo 42' 80' Gačić 70' Babin 87' | Izvješće | 4' Mijić 33' Radošević | Igralište: Stadion Gradski vrt Gledatelja: 156 Sudac: Ivan Čužić Pomoćni suci: Dominik Benković Pomoćni suci: Josip Vitez Četvrti sudac: Davor Ješić |  |

| 7. 26. rujna 2020. | Inter-Zaprešić                                         | 0 : 1    | Osijek II                                     | Zaprešić |  |
| 19:00              | Mamut 6' Grgić 30' Matković 84' Goričan 86' Šroler 87' | Izvješće | 19' 36' Latković 85' (11 m) Gačić 87' Sekulić | Igralište: ŠRC Zaprešić Gledatelja: 200 Sudac: Patrik Kolarić Pomoćni suci: Edvin Zobec Pomoćni suci: Miro Hantak Četvrti sudac: Ante Čulina |  |

| 8. 30. rujna 2020. | Osijek II                              | 1 : 0    | Kustošija            | Osijek |  |
| 15:30              | Pavičić 9' Gačić 62' (11 m) Cherif 82' | Izvješće | 18' Šušković Jakopac | Igralište: Stadion Gradski vrt Gledatelja: 102 Sudac: Marko Dergez Pomoćni suci: Miodrag Plantak Pomoćni suci: Matej Mađerić Četvrti sudac: Nenad Vargović |  |

| 9. 3. listopada 2020. | Opatija                   | 1 : 1    | Osijek II               | Rijeka |  |
| 15:30                 | Junuzović 31' Kurilić 89' | Izvješće | 74' Ljubić 86' Latković | Igralište: Stadion Kantrida Gledatelja: 200 Sudac: Lukša Klaić Pomoćni suci: Matej Pavić Pomoćni suci: Hrvoje Ćatipović Četvrti sudac: Ante Jurić |  |

| 10. 19. listopada 2020. | Osijek II                          | 1 : 1    | Dinamo II                             | Osijek |  |
| 15:00                   | Stranput 71' Sekulić 78' Benić 86' | Izvješće | 31' Janković 34' Svržnjak 62' Duvnjak | Igralište: Stadion Gradski vrt Gledatelja: 120 Sudac: Martin Turčin Pomoćni suci: Branko Bacinger Pomoćni suci: Edvin Zobec Četvrti sudac: Ivan Slunjski |  |

| 11. 25. listopada 2020. | BSK                                | 0 : 0    | Osijek II                    | Bijelo Brdo |  |
| 13:00                   | Dalić 36' Raguž 45+4' Majtanić 90' | Izvješće | 45+3' 75' Mišković 64' Benić | Igralište: BSK Gledatelja: 350 Sudac: Ante Čulina Pomoćni suci: Mile Varivoda Pomoćni suci: Dario Kolarević Četvrti sudac: Ante Bundović |  |

| 12. 31. listopada 2020. | Osijek II                            | 1 : 1    | Hajduk II                          | Osijek |  |
| 13:00                   | Cherif 61' Magdić 67' Kuprešak 90+2' | Izvješće | 11' Radić 23' Ševelj 53' Filipović | Igralište: Stadion Gradski vrt Gledatelja: 0 Sudac: Filip Meglić Pomoćni suci: Dominik Benković Pomoćni suci: Filip Sinković Četvrti sudac: Josip Lučić |  |

| 13. 6. studenog 2020. | Sesvete                                      | 1 : 5    | Osijek II                                                                                      | Sesvete |  |
| 13:30                 | Florucz 21' Sunagić 49' Zenko 62' Cortés 88' | Izvješće | 18' Todorov 31' 58' Mišković 40' Benić 54' Gačić 80' (ag.) Brigić 82' 84' Sekulić 89' Latković | Igralište: Sv. Josip Radnik Gledatelja: 0 Sudac: Ivan Antunović Pomoćni suci: Nikola Kamenarić Pomoćni suci: Josip Vitez Četvrti sudac: Martin Turčin |  |

| 14. 22. studenog 2020. | Osijek II                          | 2 : 0    | Solin                 | Osijek |  |
| 13:30                  | Beljo 47' Gačić 89' Latković 90+4' | Izvješće | 52' Puljić 79' Relota | Igralište: Stadion Gradski vrt Gledatelja: 0 Sudac: Toni Dadić Pomoćni suci: Dario Kolarević Pomoćni suci: Marko Maloča Četvrti sudac: Nenad Vargović |  |

| 15. 30. studenog 2020. | Rudeš                             | 1 : 0    | Osijek II                        | Zagreb |  |
| 13:30                  | Burić 18' Brajković 30' Grgić 54' | Izvješće | 44' Benić 57' Sekulić 59' Ljubić | Igralište: ŠC Rudeš Gledatelja: 0 Sudac: Ivan Čužić Pomoćni suci: Dominik Benković Pomoćni suci: Filip Sinković Četvrti sudac: Martin Turčin |  |

| 16. 6. prosinca 2020. | Osijek II  | 0 : 0    | Cibalia                                         | Osijek |  |
| 13:30                 | Magdić 36' | Izvješće | 20' Jazvić 45+2' Karabatić 60' Jajalo 87' Šarić | Igralište: Stadion Gradski vrt Gledatelja: 0 Sudac: Ivan Čužić Pomoćni suci: Vinko Podrug Pomoćni suci: Josip Bošnjak Četvrti sudac: Vlatko Mlinarić |  |

| 17. 12. prosinca 2020. | Dubrava                                                                | 2 : 1    | Osijek II                                     | Zagreb |  |
| 13:00                  | Fruk 15' Srbljinović 28' Šugić 44' Juranović 79' Firmino 85' Jurić 90' | Izvješće | 42' Magdić 54' Ljubić 58' Beljo 90' Karamatić | Igralište: ŠRC Grana-Klaka Gledatelja: 0 Sudac: Ante Jurić Pomoćni suci: Kristijan Kuduz Pomoćni suci: Stipe Brajković Četvrti sudac: Marko Dergez |  |

| 18. 13. veljače 2021. | Orijent 1919                                      | 3 : 0    | Osijek II                          | Rijeka |  |
| 12:55                 | Fućak 10' Senčar 32' Črnko 58' 64' Monjac 62' 69' | Izvješće | 20' Babin 37' Burčul 48' 56' Benić | Igralište: Krimeja Gledatelja: 0 Sudac: Marino Majstrović Pomoćni suci: Matej Pavić Pomoćni suci: Diego Biljuh Četvrti sudac: Ante Terzić |  |

| 19. 22. veljače 2021. | Osijek II                        | 0 : 0    | Hrvatski dragovoljac             | Osijek |  |
| 15:00                 | Stranput 47' Uwem 83' Burčul 89' | Izvješće | 28' Ivkič 35' Bagadur 49' Viduka | Igralište: Stadion Gradski vrt Gledatelja: 0 Sudac: Martin Turčin Pomoćni suci: Siniša Fajfarić Pomoćni suci: Filip Sinković Četvrti sudac: Filip Meglić |  |

| 20. 28. veljače 2021. | Croatia                                         | 1 : 0    | Osijek II                        | Zmijavci |  |
| 15:00                 | Erick 35' Mrkonjić 36' Vrljičak 68' Todorić 83' | Izvješće | 34' Barišić 50' Bakula 88' Pudić | Igralište: ŠRC „Marijan Šuto – Mrma” Gledatelja: 0 Sudac: Mateo Čalić Pomoćni suci: Hrvoje Perkov Pomoćni suci: Diego Biljuh Četvrti sudac: Matej Bezelj |  |

| 21. 6. ožujka 2021. | Junak                                                                | 1 : 1    | Osijek II                                                 | Sinj |  |
| 15:30               | Markovina 21' Manenica 21' 72' Vardić 30' Jandrek 45+1' Botica 45+2' | Izvješće | 23' 27' Latković 28' Babin 38' Uwem 66' Beljo 70' Sekulić | Igralište: Gradski stadion Sinj Gledatelja: 0 Sudac: Ante Čulina Pomoćni suci: Dejan Vuković Pomoćni suci: Marko Maloča Četvrti sudac: Igor Marić |  |

| 22. 13. ožujka 2021. | Osijek II                                                                  | 2 : 0    | Dugopolje                                       | Osijek |  |
| 15:30                | Kuprešak 10' (11 m) Beljo 28' Benić 39' Barišić 45+2' Bakula 82' Pudić 88' | Izvješće | 9' Čerina 37' Balić 44' 45' Javorčić 58' Vujčić | Igralište: Stadion Gradski vrt Gledatelja: 0 Sudac: Ivan Antunović Pomoćni suci: Ivan Batušić Pomoćni suci: Nikola Kamenarić Četvrti sudac: Tino Krečak |  |

| 23. 19. ožujka 2021. | Međimurje | 0 : 1    | Osijek II                             | Čakovec |  |
| 15:30                |           | Izvješće | 55' Janušić 62' Barišić 74' Karamatić | Igralište: Stadion SRC Mladost Gledatelja: 0 Sudac: Matej Horvat Pomoćni suci: Mile Varivoda Pomoćni suci: Dario Kolarević Četvrti sudac: Toni Dadić |  |

| 24. 2. travnja 2021. | Osijek II                                | 1 : 2    | Inter-Zaprešić                            | Osijek |  |
| 16:30                | Benić 41' Latković 72' Soldo 90+3' (ag.) | Izvješće | 49' Šroler 73' Dobrić 82' Nekić 85' Dunić | Igralište: Stadion Gradski vrt Gledatelja: 0 Sudac: Toni Dadić Pomoćni suci: Miodrag Plantak Pomoćni suci: Vinko Podrug Četvrti sudac: Matej Horvat |  |

| 25. 10. travnja 2021. | Kustošija                 | 1 : 0    | Osijek II                | Zagreb |  |
| 16:30                 | Šlogar 29' Šušković 90+2' | Izvješće | 44' Cherif 90+2' Sekulić | Igralište: Kustošija Gledatelja: 0 Sudac: Ante Jurić Pomoćni suci: Hrvoje Ćatipović Pomoćni suci: Kristijan Kuduz Četvrti sudac: Ante Terzić |  |

| 26. 17. travnja 2021. | Osijek II                              | 1 : 0    | Opatija                   | Osijek |  |
| 16:30                 | Sekulić 54' 71' Uwem 84' Janušić 90+1' | Izvješće | 78' Furijan 86' Pejanović | Igralište: Stadion Gradski vrt Gledatelja: 0 Sudac: Matej Horvat Pomoćni suci: Mile Varivoda Pomoćni suci: Dario Kolarević Četvrti sudac: Toni Dadić |  |

| 27. 28. travnja 2021. | Dinamo II                         | 3 : 0    | Osijek II    | Zagreb |  |
| 15:00                 | Milić 28' 31' Mijić 45' Crnac 85' | Izvješće | 41' Kuprešak | Igralište: Stadion Kranjčevićeva Gledatelja: 0 Sudac: Marko Cestarić Pomoćni suci: Emir Trklja Pomoćni suci: Ivan Batušić Četvrti sudac: Davor Ješić |  |

| 28. 24. travnja 2021. | Osijek II                                                | 3 : 0    | BSK                                       | Osijek |  |
| 17:00                 | Latković 9' Hanuljak 42' Sekulić 45' (11 m) Kuprešak 63' | Izvješće | 39' Dabro 49' Mišić 72' Bajić 90+2' Dalić | Igralište: Stadion Gradski vrt Gledatelja: 0 Sudac: Ante Čulina Pomoćni suci: Mile Varivoda Pomoćni suci: Dario Kolarević Četvrti sudac: Matej Horvat |  |

| 29. 2. svibnja 2021. | Hajduk II                                                                  | 4 : 3    | Osijek II                                                     | Split |  |
| 17:00                | Ćalušić 3' Škaričić 10' Lauš 56' Chinedu 75' Blagaić 83' Tolaj 90+2' 90+3' | Izvješće | 20' Latković 27' Cvijanović 32' Karamatić 39' Benić 48' Mekić | Igralište: Gradski stadion Poljud Gledatelja: 0 Sudac: Ivana Martinčić Pomoćni suci: Maja Petravić Pomoćni suci: Miro Hantak Četvrti sudac: Ivan Slunjski |  |

| 30. 8. svibnja 2021. | Osijek II             | 0 : 3    | Sesvete                                                     | Osijek |  |
| 17:00                | Mekić 31' Sekulić 58' | Izvješće | 11' 37' Topić 16' Brigić 31' Mikulić 32' Kožić 45+1' Geljić | Igralište: Stadion Gradski vrt Gledatelja: 0 Sudac: Ivan Antunović Pomoćni suci: Branko Bacinger Pomoćni suci: Edvin Zobec Četvrti sudac: Patrik Kolarić |  |

| 31. 12. svibnja 2021. | Solin | 4 : 3    | Osijek II                                                         | Solin |  |
| 17:30                 | Llanos 23' (11 m) 66' Pekić 38' Vulikić 44' Vujinović 77' 90' Franić 83' Kušeta 84' Puljić 90+2' Topić 90+4' | Izvješće | 32' Babin 42' Kuprešak 66' Latković 73' Benić 80' Kolić 85' Jozić | Igralište: Pokraj Jadra Gledatelja: 0 Sudac: Tomislav Bionda Pomoćni suci: Emir Trklja Pomoćni suci: Nikola Kamenarić Četvrti sudac: Mateo Erceg |  |

| 32. 16. svibnja 2021. | Osijek II                                              | 2 : 3    | Rudeš                                       | Osijek |  |
| 17:30                 | Babin 30' Cvijanović 45' Kuprešak 53' Beljo 87' (11 m) | Izvješće | 4' 54' Abdurahimi 53' 89' Ćosić 59' Jelavić | Igralište: Stadion Gradski vrt Gledatelja: 0 Sudac: Ivana Martinčić Pomoćni suci: Miodrag Plantak Pomoćni suci: Matej Mađerić Četvrti sudac: Nenad Vargović |  |

| 33. 22. svibnja 2021. | Cibalia                                                                                               | 2 : 2    | Osijek II                    | Vinkovci |  |
| 17:30                 | Jazvić 27' Crnov 31' Rugašević 50' Stanić 63' Karabatić 68' Perić-Komšić 82' Baltić 84' Oršolić 90+2' | Izvješće | 15' 41' 83' Sekulić 52' Uwem | Igralište: Stadion HNK Cibalia Vinkovci Gledatelja: 0 Sudac: Ante Terzić Pomoćni suci: Siniša Fajfarić Pomoćni suci: Miro Hantak Četvrti sudac: Ante Jurić |  |

| 34. 29. svibnja 2021. | Osijek II               | 0 : 5    | Dubrava                                                                   | Osijek |  |
| 17:30                 | Latković 41' Bakula 88' | Izvješće | 6' Alghoul 23' Ibishi 28' 38' Fruk 32' 42' Jurić 59' Fintić 72' Domgjonaj | Igralište: Stadion Gradski vrt Gledatelja: 0 Sudac: Marino Majstrović Pomoćni suci: Vice Vidović Pomoćni suci: Hrvoje Ćatipović Četvrti sudac: Josip Lučić |  |

## Statistika igrača
ažurirano: 29. svibnja 2021.

### Strijelci
|     | igrač            | ukupno |
| --- | ---------------- | ------ |
| 1.  | Martin Sekulić   | 9      |
| 2.  | Aleksa Latković  | 7      |
| 3.  | Dion Drena Beljo | 5      |
| 4.  | Josip Gačić      | 3      |
| 4.  | Mihael Kuprešak  | 3      |
| 6.  | Mile Todorov     | 2      |
| 6.  | Robert Mišković  | 2      |
| 6.  | Adam Benić       | 2      |
| 6.  | Domagoj Babin    | 2      |
| 10. | Marin Magdić     | 1      |
| 10. | Dario Pudić      | 1      |
| 10. | Tin Janušić      | 1      |
| 10. | Mateo Karamatić  | 1      |
| 10. | Ivan Cvijanović  | 1      |
|     | UKUPNO           | 40     |

### Vratari po broju utakmica bez primljenog pogotka
|    | igrač           | ukupno |
| -- | --------------- | ------ |
| 1. | Marko Barešić   | 8      |
| 2. | Filip Kovačević | 4      |
| 3. | Franko Kolić    | 2      |
|    | UKUPNO          | 14     |

### Kartoni
| br. | pozicija | igrač                            | ukupno   | ukupno                                 | ukupno    |
| br. | pozicija | igrač                            | Opomenut | Opomenut · Ponovo opomenut · Isključen | Isključen |
| --- | -------- | -------------------------------- | -------- | -------------------------------------- | --------- |
| 27  | veznjak  | Adam Benić                       | 8        | 1                                      | 0         |
| 11  | napadač  | Martin Sekulić                   | 7        | 0                                      | 0         |
| 24  | veznjak  | Juraj Ljubić                     | 5        | 0                                      | 0         |
| 10  | napadač  | Aleksa Latković                  | 4        | 1                                      | 0         |
| 5   | veznjak  | Domagoj Babin                    | 4        | 0                                      | 0         |
| 8   | napadač  | Mihael Kuprešak                  | 4        | 0                                      | 0         |
| 4   | branič   | Alexander Uwem                   | 4        | 0                                      | 0         |
| 16  | branič   | Patrick Almeida Da Silva Ignacio | 3        | 0                                      | 0         |
| 18  | branič   | Josip Gačić                      | 3        | 0                                      | 0         |
| 4   | branič   | Marin Magdić                     | 3        | 0                                      | 0         |
| 28  | branič   | Adrian Leon Barišić              | 3        | 0                                      | 0         |
| 12  | veznjak  | Mohamed Cherif                   | 3        | 0                                      | 0         |
| 6   | branič   | Miro Bakula                      | 3        | 0                                      | 0         |
| 2   | branič   | Kristijan Pavičić                | 2        | 0                                      | 0         |
| 3   | branič   | Luka Burčul                      | 2        | 0                                      | 0         |
| 7   | veznjak  | Domagoj Stranput                 | 2        | 0                                      | 0         |
| 21  | branič   | Mateo Karamatić                  | 2        | 0                                      | 0         |
| 9   | napadač  | Dion Drena Beljo                 | 2        | 0                                      | 0         |
| 27  | branič   | Filip Mekić                      | 2        | 0                                      | 0         |
| 9   | napadač  | Robert Mišković                  | 1        | 1                                      | 0         |
| 1   | vratar   | Marko Barešić                    | 1        | 0                                      | 0         |
| 20  | veznjak  | Mile Todorov                     | 1        | 0                                      | 0         |
| 17  | veznjak  | Dario Pudić                      | 1        | 0                                      | 0         |
| 18  | napadač  | Tin Janušić                      | 1        | 0                                      | 0         |
| 19  | veznjak  | Marko Hanuljak                   | 1        | 0                                      | 0         |
| 1   | vratar   | Franko Kolić                     | 1        | 0                                      | 0         |
| 30  | branič   | Mihael Jozić                     | 1        | 0                                      | 0         |
| 22  | branič   | Ivan Cvijanović                  | 1        | 0                                      | 0         |
|     |          | UKUPNO                           | 75       | 3                                      | 0         |

### Nastupi i pogodci
| br. | pozicija | igrač                            | ukupno  | ukupno  |
| br. | pozicija | igrač                            | nastupi | pogodci |
| --- | -------- | -------------------------------- | ------- | ------- |
| 8   | napadač  | Mihael Kuprešak                  | 31+2    | 3       |
| 10  | napadač  | Aleksa Latković                  | 19+12   | 7       |
| 11  | napadač  | Martin Sekulić                   | 21+9    | 9       |
| 27  | veznjak  | Adam Benić                       | 26+4    | 2       |
| 5   | veznjak  | Domagoj Babin                    | 23+7    | 2       |
| 7   | veznjak  | Domagoj Stranput                 | 20+9    | 0       |
| 28  | branič   | Adrian Leon Barišić              | 23+2    | 0       |
| 22  | napadač  | Dion Drena Beljo                 | 16+8    | 5       |
| 12  | veznjak  | Mohamed Cherif                   | 10+14   | 0       |
| 21  | branič   | Mateo Karamatić                  | 14+8    | 1       |
| 20  | veznjak  | Mile Todorov                     | 11+6    | 2       |
| 1   | vratar   | Marko Barešić                    | 17      | 0       |
| 17  | branič   | Filip Mekić                      | 11+6    | 0       |
| 18  | branič   | Josip Gačić                      | 16      | 3       |
| 4   | branič   | Marin Magdić                     | 16      | 1       |
| 17  | veznjak  | Dario Pudić                      | 1+14    | 1       |
| 19  | veznjak  | Karlo Prpić Bosanac              | 4+11    | 0       |
| 19  | veznjak  | Marko Hanuljak                   | 9+5     | 0       |
| 4   | branič   | Alexander Uwem                   | 11+2    | 0       |
| 24  | veznjak  | Juraj Ljubić                     | 12      | 0       |
| 9   | napadač  | Robert Mišković                  | 11      | 2       |
| 29  | branič   | Ivan Cvijanović                  | 6+5     | 1       |
| 18  | napadač  | Tin Janušić                      | 2+9     | 1       |
| 1   | vratar   | Filip Kovačević                  | 9+1     | 0       |
| 1   | vratar   | Franko Kolić                     | 8       | 0       |
| 16  | branič   | Patrick Almeida Da Silva Ignacio | 3+4     | 0       |
| 6   | napadač  | Luka Branšteter                  | 1+5     | 0       |
| 2   | branič   | Kristijan Pavičić                | 5       | 0       |
| 14  | veznjak  | Tomás Ferreira Dias de Oliveira  | 0+5     | 0       |
| 6   | veznjak  | Luka Pršo                        | 0+4     | 0       |
| 30  | branič   | Mihael Jozić                     | 3       | 0       |
| 3   | branič   | Luka Burčul                      | 1+1     | 0       |
| 13  | vratar   | Giovanni Jerolimov               | 0+1     | 0       |
| 16  | veznjak  | Niko Stanušić                    | 0+1     | 0       |
| 13  | vratar   | Marin Marcić                     | 0+1     | 0       |

## Transferi

### Dolasci
| nadnevak           | pozicija | igrač     | prethodni klub        | odšteta |
| ------------------ | -------- | --------- | --------------------- | ------- |
| 9. listopada 2020. | veznjak  | Luka Pršo | NK Olimpija Ljubljana |         |

### Odlasci
| nadnevak | pozicija | igrač | budući klub | odšteta |
| -------- | -------- | ----- | ----------- | ------- |
|          |          |       |             |         |

### Dolasci na posudbu
| nadnevak          | pozicija | igrač          | klub           | razdoblje  |
| ----------------- | -------- | -------------- | -------------- | ---------- |
| 12. veljače 2021. | veznjak  | Marko Hanuljak | ACF Fiorentina | 1,5 godina |

### Odlasci na posudbu
| nadnevak    | pozicija | igrač        | klub            | razdoblje |
| ----------- | -------- | ------------ | --------------- | --------- |
| rujan 2020. | branič   | Robert Ćosić | NK Rudeš Zagreb |           |